# ナグルファル

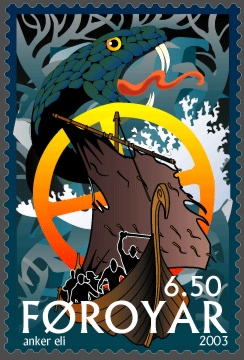
フェロー諸島で2003年に発行された郵便切手に描かれたナグルファル。アンカー・エリ・ペーターセンによる。

ナグルファル（古ノルド語: Naglfar）は北欧神話に登場する巨大な船。ムスペルが所有する。
ラグナロクの際には巨人や死者の軍勢を乗せてアースガルズに攻め込むこととなる。『詩のエッダ』ではロキが、『散文のエッダ』では巨人フリュムが舵を取ることになる。
この船はヘルが集めた死者の爪で造られており、それが完成することがラグナロクの前兆であるともされる。そのためゲルマン人はナグルファルの完成を遅らせるために、死者を埋葬する際にはその爪を切っておくようになったといわれる。